# Solar Software Libre Argentina
Solar Software Libre Argentina, o simplemente SoLAR, es una asociación civil de Argentina fundada en 2003 que busca dar un marco institucional a las acciones de la comunidad de militantes del Software libre en dicho país.
Está conformado por un grupo interdisciplinario de personas que constituyen una de las asociaciones más importantes dentro del Movimiento del software libre en Latinoamérica.
A diferencia de otros grupos de usuarios de software libre, SoLAR no tiene su eje en la parte técnica, sino que se centra en la aplicación sociopolítica del software, interactuando con otros movimientos sociales.

## Objetivos
Según el sitio web de la asociación, afirma que tiene como misión trabajar para garantizar los derechos humanos y libertades fundamentales en relación con el software.

## Activismo

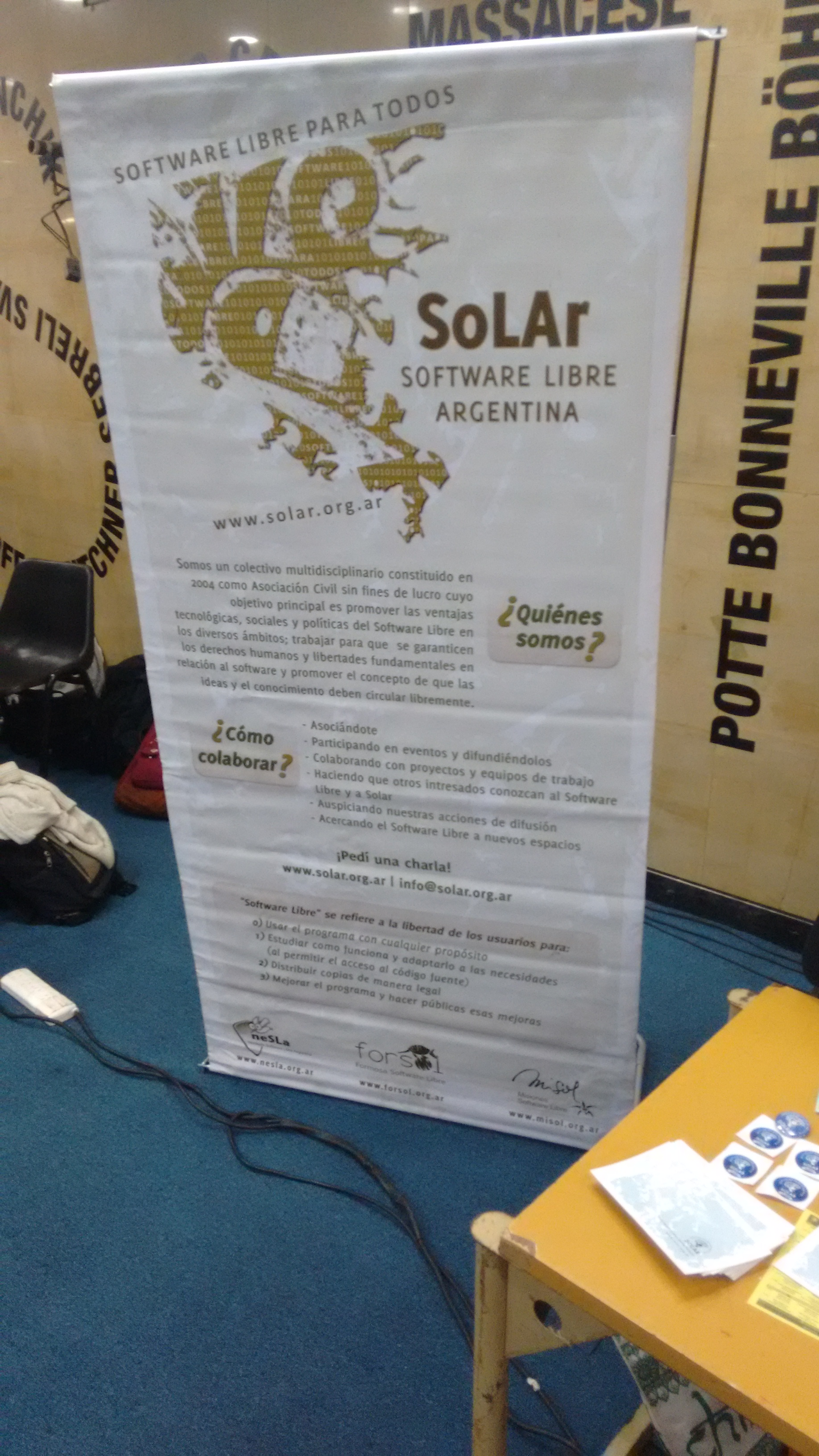
Stand Solar Software Libre Argentina en Flisol CABA 2016

SoLAR suele participar en diferentes eventos relacionados al software libre para dar a conocer todas las cuestiones relacionadas con su misión.
Tiene estrecha relación tanto política como ideológica con la Associação Software Livre (ASL) de Brasil (tanto es así, que el 29 de junio de 2011 firmaron un acuerdo de colaboración tanto con la ASL y otras organizaciones del mismo tipo.) y participa todos los años en su evento anual, el FISL, usualmente liderando la "caravana" argentina. En 2003 fue una de las asociaciones que se opusieron a la ley 13016 de matriculación obligatoria de informáticos de la Provincia de Buenos Aires, pidiendo más tarde su completa derogación.
En junio de 2004 en el V Foro Internacional de Software Libre, propuso revisar las políticas concerniente a las tecnologías de la información, y a implementar cada vez más software libre en el estado, ya que permite la implementación técnicamente segura, socialmente responsable y económicamente viable. Con ese fin se firmó, el 5/6/2004 en Porto Alegre, un acuerdo de cooperación junto a la ASL e Hipatia. Más tarde en 2004 también, invitaron en conjunto a la agrupación Hipatia a que Richard Stallman vaya a la Argentina a dar una serie de conferencias sobre Software Libre en Mar del Plata, Ciudad de Buenos Aires y Salta. Desde el 2005, y al menos hasta el año 2010, organizaba el evento CRISOL (Encuentro Estratégico de Software Libre). SoLAR colabora también con el sitio Agencia Popular de Comunicación Suramericana. Ésta asociación fue también una de las más críticas en relación con que el programa de distribución de netbook para escuelas secundarias Conectar Igualdad incluyera software privativo como Microsoft Windows, en vez de exclusivamente software libre.
En el año 2012 y luego de acaloradas discusiones en el marco del 13.º FISL se logró firmar el Acuerdo de creación de la Red Internacional de Software Libre (RISoL), un espacio de coordinación internacional con el objetivo de apoyar a cada organización dentro de su país mediante un ente coordinador supranacional.
Textos de la asociación son utilizados como material de estudio por la Universidad del Este de La Plata en su Seminario de Software Libre.
Participó, en colaboración con otras asociaciones, del proyecto Internet para Todas y Todos del Instituto Nacional contra la Discriminación, la Xenofobia y el Racismo de Argentina.
En 2016 y ante la posibilidad de que el Estado Argentino implemente la solución de software Facebook At Work, la organización se manifestó en contra de dicha implementación, reclamando que los estados deberían utilizar solamente Software Libre, no solo por una cuestión de costos, sino también por seguridad, confidencialidad, accesibilidad, entre otros.